# Egelbroeken
Egelbroeken is een natuurgebied in de gemeente Alphen-Chaam.
Het gebied heeft een oppervlakte van 42 ha en is eigendom van Staatsbosbeheer. Het bestaat uit een aantal graslanden langs de Poppelse Leij, die van het intensief bewerkte cultuurland is afgescheiden door een houtsingel. In de sloten van het gebied groeit waterviolier en holpijp.
In 2008 is een gedeelte van het gebied afgegraven om als overstromingsvlakte te dienen bij grote watertoevoer van de Poppelse Leij. De beek werd heringericht als ecologische verbindingszone en er werd een poel gegraven. De cultuurhistorisch van belang zijnde kleinschalige perceelscheidingen werden bij dit alles behouden en versterkt.